# Список резолюцій Ради безпеки ООН щодо Нагірнокарабаського конфлікту
Під час конфлікту в Нагірному Карабасі було прийнято чотири резолюції Ради Безпеки ООН. Ці резолюції не посилалися на Главу VII Статуту Організації Об'єднаних Націй.
|     | Призначення | Дата              |
| --- | --- | ----------------- |
| 822 | Закликає до припинення бойових дій і виведення вірменських військ з Кельбаджару та інших нещодавно окупованих територій Азербайджанської Республіки після її окупації 3 квітня 1993 року. | Квітень 30, 1993  |
| 853 | Вимагає негайного припинення всіх бойових дій, закликів до виведення вірменських військ з Агдаму та інших нещодавно окупованих територій Азербайджанської Республіки і підтверджує Резолюцію ООН 822. | Липень 29, 1993   |
| 874 | Закликає до збереження припинення вогню, припинення військових дій і виведення вірменських військ з нещодавно окупованих азербайджанських районів Фізулі (23 серпня 1993 р.), Ябраїла (26 серпня 1993 р.), Кубадлі (31 вересня 1993 р.) та інших нещодавно окупованих територій. Республіки Азербайджан, і підтверджує Резолюції ООН 822 і 853. | Жовтень 14, 1993  |
| 884 | Засуджує нещодавні порушення режиму припинення вогню, встановленого між сторонами, що призвело до відновлення воєнних дій; закликає уряд Вірменії використати свій вплив для дотримання вірменами Нагірно-Карабахського регіону Азербайджанської Республіки резолюцій 822, 853 та 874; вимоги сторін, пов'язані з негайним припиненням збройних бойових дій; закликає до виведення Вірменії з азербайджанського району Зангілан і підтверджує резолюції ООН 822, 853, 874. | Листопад 12, 1993 |